# Nagano (prefektura)
Nagano (japanski: kanji 長野県, romaji: Nagano-ken) je velika prefektura u današnjem Japanu. 
Nalazi se unutrašnjosti na prijelazu središnjeg u sjeverni dio otoka Honshūa u chihō Chūbuu.
Glavni je grad Nagano.
Organizirana je u 14 okruga i 77 općina. ISO kod za ovu pokrajinu je JP-20.
1. veljače 2011. u ovoj je prefekturi živjelo 2,148.425 stanovnika.
Simboli ove prefekture su cvijet japanske gencijane (Gentiana scabra var. buergeri), drvo japanske ravnolisne breze (Betula platyphylla var. japonica) i ptica bijelka (Lagopus muta).